# ラルフ・アール
ラルフ・アール（Ralph Earl、1751年5月11日 - 1801年8月16日）は、植民地時代のアメリカの画家である。180点以上の肖像画と何点かの風景画を残した。

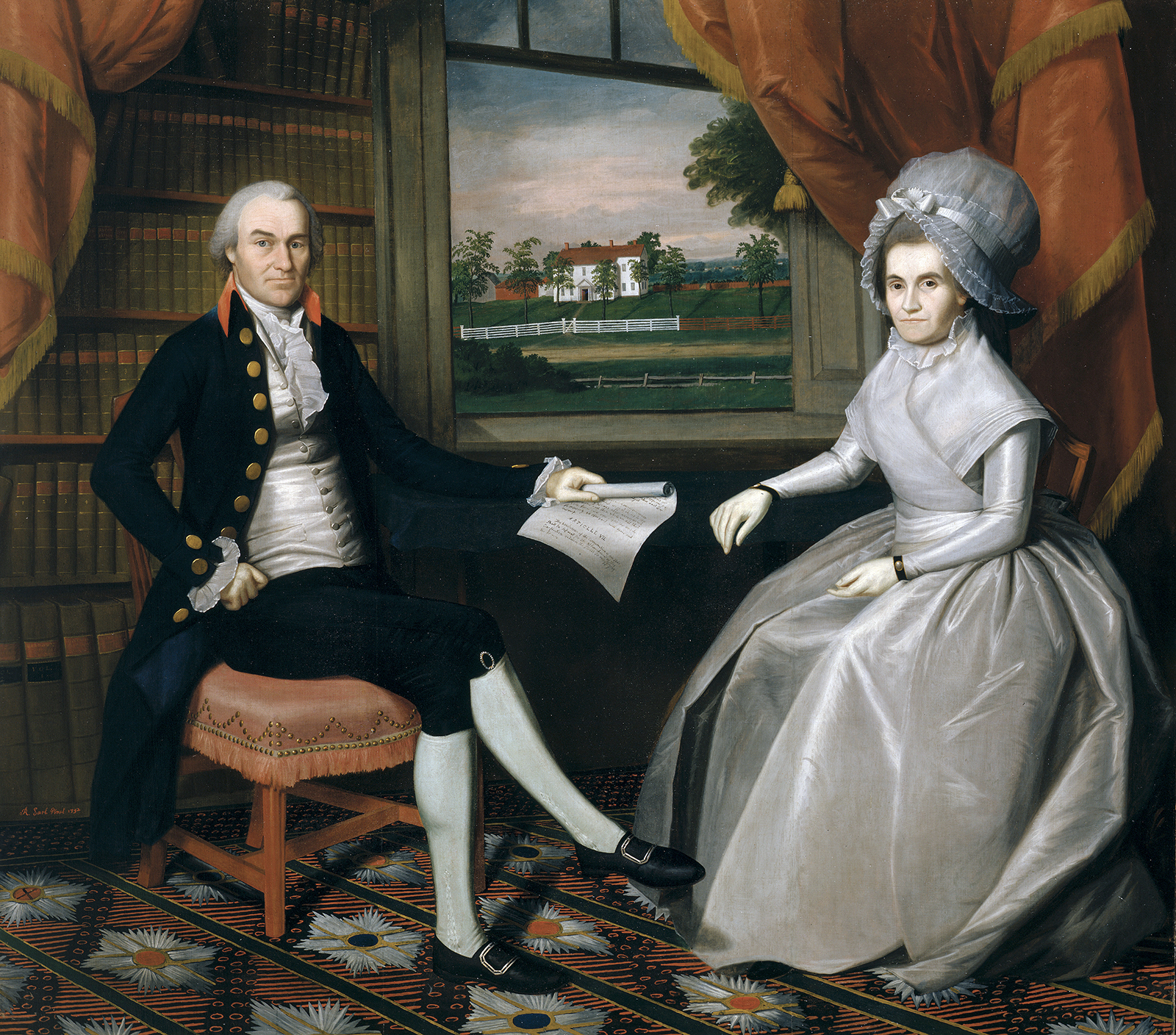
Oliver and Abigail Wolcott Ellsworth
(画)ラルフ・アール(1801年以前)

## 略歴
後のマサチューセッツ州のシュルーズベリーかレスターで生まれた。植民地時代のアメリカの職人がそうであったように独学で絵を学び、1774年までにはコネティカット州のニューヘイブンで、肖像画家として働くようになっていた。1774年にレスターに戻り、いとこと結婚し、子供も生まれたが、ニューヘイブンの肖像画家の仕事に戻った。
アメリカ独立戦争では父親は植民地軍の将校になったが、アールはロイヤリストの側について、版画家のエイモス・ドゥリトルと共同で、レキシントン・コンコードの戦いのロイヤリストの宣伝のための版画を描いた。1778年に、家族を置いて、イギリス将校の従者に変装してイギリスに亡命した。
ロンドンではアメリカ生まれの画家ベンジャミン・ウエストの工房で働き、国王や多くの貴族の肖像画を描いた。イングランド東部のノリッジで肖像画家として働いた。アメリカに妻子を残していたが、後にイギリス女性と結婚した。1785年から1786年にアメリカに戻った。
アメリカに戻った後、神学者のティモシー・ドワイトや有力な政治家のケイレブ・ストロング、ロジャー・シャーマンらの肖像画を描き、ナイアガラの滝を描いた大作も製作した。私生活では、1786年に借金が返せず、刑務所に入れられたが、刑務所のなかでも面会者や友人、債務困窮者救済教会の関係者の肖像画を描いた。1801年にコネティカット州のボルトンで亡くなった。飲酒の習慣が死の遠因であったとされている。
イギリスで結婚した2度目の妻との間の息子、ラルフ・エリーザー・ホワイトサイド・アールも画家になり、後に大統領、アンドリュー・ジャクソンと親しくなり多くの肖像画を残した。

## 作品

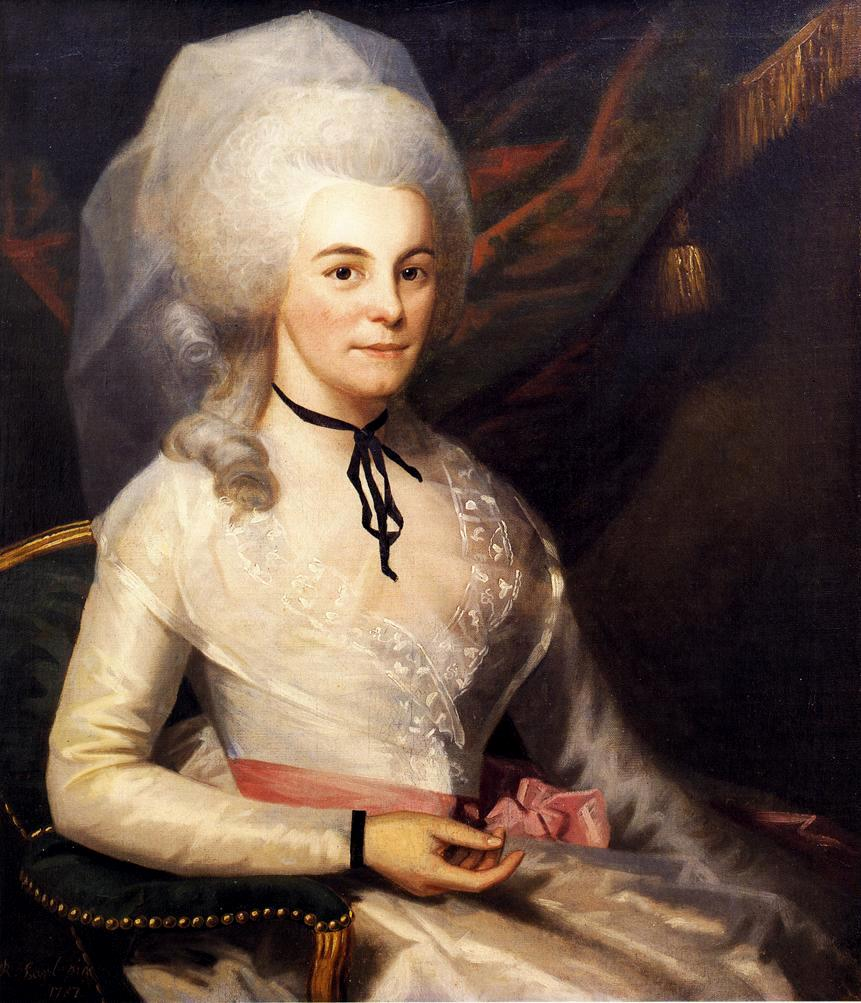
アレクサンダー・ハミルトンの妻、エリザベス
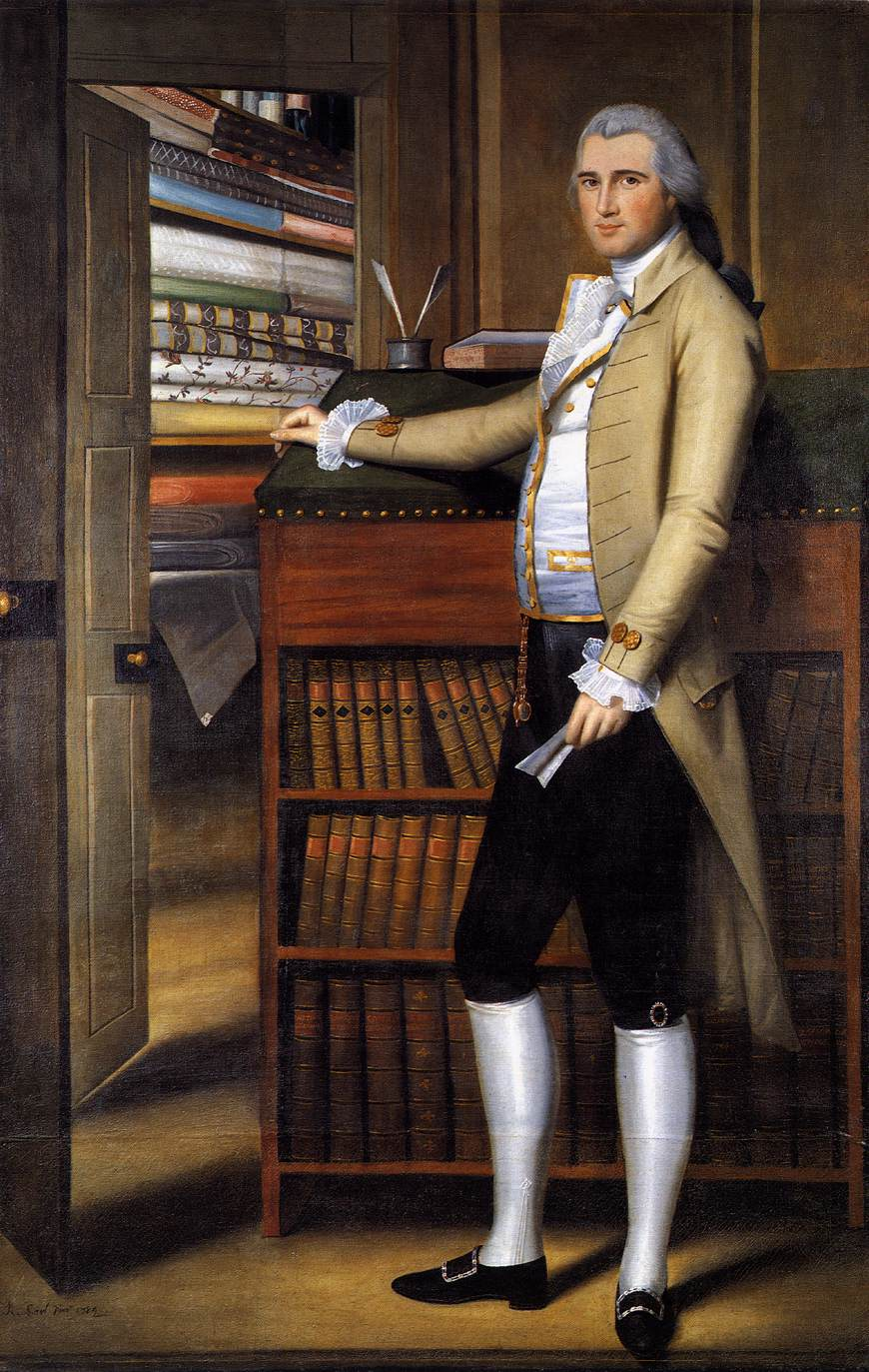
Elijah Boardman-議員
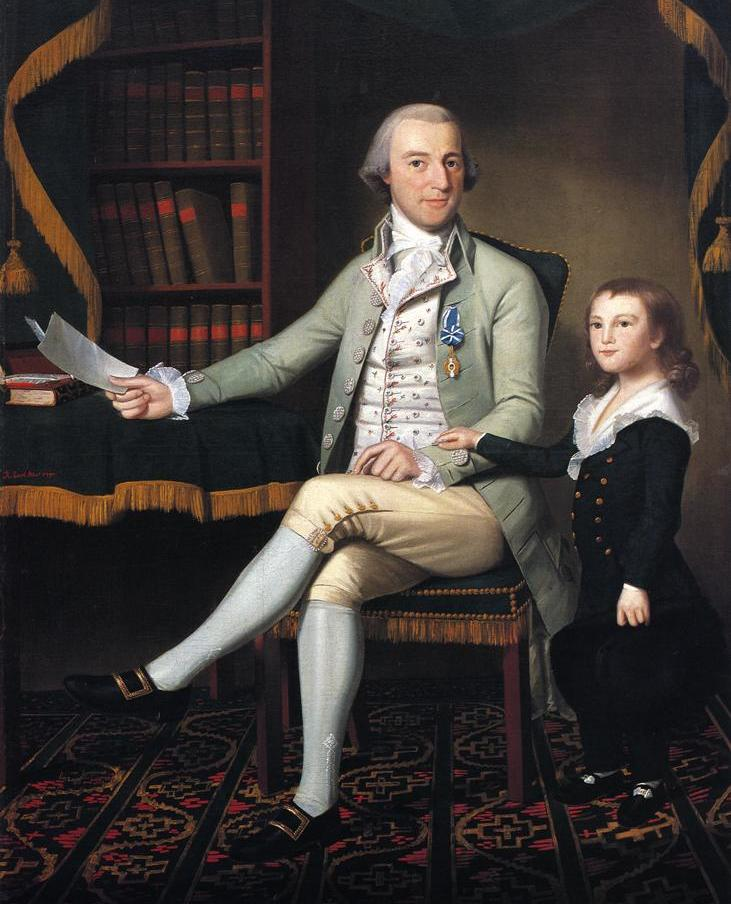
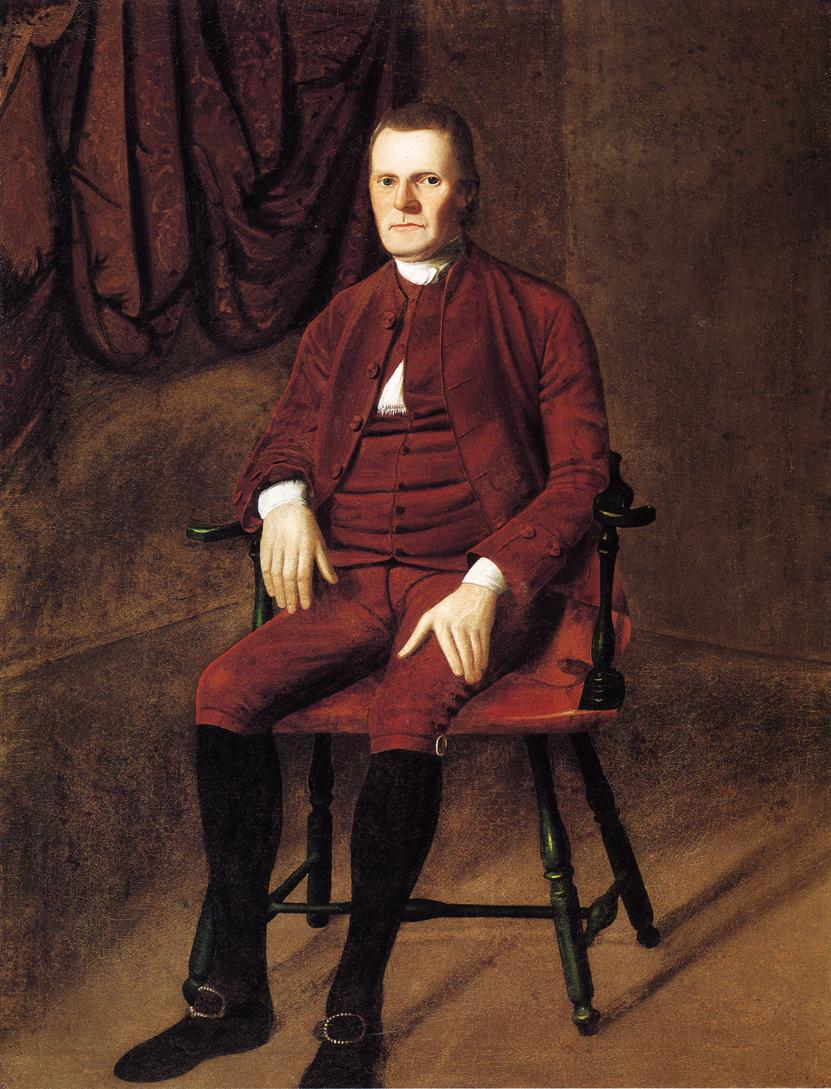
ロジャー・シャーマン-政治家